# Leigh-Allyn Baker
 Leigh-Allyn Baker  (Murray, Kentucky; 13 de marzo de 1972) es una actriz estadounidense, principalmente conocida por interpretar el personaje de Amy Duncan en la serie original de Disney Channel ¡Buena Suerte, Charlie!.

## Vida privada
Tiene un hermano, Chuck Baker, que es propietario y director general de Kentucky lago Oil Company.
Contrajo matrimonio con Keith James Kauffman, con quien tiene dos hijos: Griffin (2009) y James (2012). Vive en Los Ángeles. Es también media tía de Nathalie Haizea Dupont.

## Carrera
Ha sido actriz de voz en Star Trek y X-Men e invitada a programas televisivos, como That '70s Show, Early Edition y Sí, mi querido. También protagonizó Last Frontier (1996).
Es probablemente más conocida para el público de la televisión por su papel recurrente como Hannah Webster en la primera temporada de Charmed y como Ellen en  Will & Grace , que interpretó desde 1998 hasta 2006. También es conocida por dar voz a Abby en la serie animada Back at the Barnyard.
A finales de 2008, apareció en varios episodios de Hannah Montana y como Mickey en Mack y Mickey.
Hasta finales de 2013, interpretó el papel de Amy Duncan en la serie de Disney Channel Good Luck Charlie.

## Apariciones en televisión
- Shrunken Heads (1994) - Mitzi
- Leprechaun 3 - Waitress
- Almost Perfect (1996) - Gina
- The Last Frontier (1996) - Joy
- Inner Shadow (1997) - Gaika
- Swing Blade (1997) - Lauranne
- Fired Up (1997) - Janet
- Breast Men (1997) - Implant Removal Patient
- Charmed (1998-1999) - Hannah Webster
- A Wake in Providence (1999) - Connie
- Family Law (1999) - Laurie Carrigalo
- Early Edition (2000) - Kate O'Rourke
- Very Mean Men (2000) - Mary
- The Geena Davis Show (2001) - Ms. Susie
- Yes, Dear (2002) - Stacey
- That '70s Show (2003) - Officer Debbie
- Frozen Impact (2003) - Nurse Debbie
- Triple Play (2004) - Maggie Fuller
- The Crux (2004) - Woman hanging from rope
- Enough About Me (2005) - Mona
- Las Vegas (2005) - Erlene
- Boston Legal (2005) - Frannie Huber
- House M.D. (2005) - Mama de niña
- Will & Grace (1998 - 2006) - Ellen
- The King of Queens (2007 minor role) - Jessica
- My Name Is Earl (2007) - Nicole Moses (Reporter)
- Hannah Montana (2008, 2009) - Mickey (Morning Show Host)
- Good Luck Charlie, It's Christmas! (2011) - Mouriel "Amy" Blanckenhooper
- Good Luck Charlie (2010 - 2014) - Mouriel "Amy" Blanckenhooper
- Grey's Anatomy (2014) - Enfermera Mona
- Dog With a Blog (2014) - Cherri Pickford
- Bad Hair Day (2015) - Liz
- Little Savages (2016) - Aunt Jackie
- Swiped (2018) - Leah Singer

## Actriz de voz
- Spider-Man: The Animated Series (1994) - Alisha Silver
- Star Trek: Voyager: Elite Force (2000) - Crewman Juliet Jurot
- Command & Conquer: Renegade (2002) - Dr. Sydney Mobius
- Star Trek: Elite Force II (2003) - Ensign Juliet Jurot
- Fatal Frame II: Crimson Butterfly (2003) - Miyako Sudo and additional voices
- X-Men Legends (2004) - Jean Grey
- EverQuest II (2004) - Merchant and others
- X-Men Legends II: Rise of Apocalypse (2005) - Jean Grey
- Law & Order: Criminal Intent (2005) - Laura Douglas and others
- American Dad!, episode:It's Good to Be Queen (2006) - Margie
- Agatha Christie: Murder on the Orient Express (2006) - Countess Andrenyi and Mary Debenham
- God of War II (2007) - Lahkesis and additional voice
- Mass Effect (2007) - Additional voices
- Back at the Barnyard (2007—present) - Abby the Female Cow and Etta the Hen (replacing Andie MacDowell in that role)
- The Hardy Boys: The Hidden Theft (2008) - Laura, Hardy and Ellen
- Gears of War 2 (2008) - KR Pilot and additional voices
- Halo Wars (2009) - Additional voices
- Los Pingüinos de Madagascar (2010) - Bella Bon Bueno
- Kick Buttowski (2010) - Madre de Kyle
- Chowder (2007) -Trufas
- Do you won't to build a snowman (2014)- stars of disney
- LEGO de los juegos del hambre (2016)- Amy Trinket